# Harley M. Kilgore

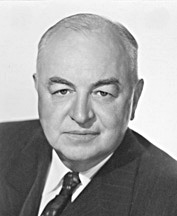
Harley M. Kilgore

Harley Martin Kilgore (* 11. Januar 1893 in Brown, Harrison County, West Virginia; † 28. Februar 1956 in Bethesda, Maryland) war ein US-amerikanischer Politiker (Demokratische Partei).
Nach dem Besuch der öffentlichen Schule studierte Kilgore Jura an der West Virginia University in Morgantown und graduierte dort 1914. Im selben Jahr wurde er in die Anwaltskammer aufgenommen.
In der Folge arbeitete er zunächst als Lehrer im Morgan County, bevor er 1915 mithalf, die erste High School im Raleigh County aufzubauen. Er wurde erster Leiter der Schule und arbeitete nun auch als Jurist in Beckley. Während des Ersten Weltkriegs diente Kilgore in der Infanterie; 1920 wurde er im Rang eines Captain aus der Armee entlassen. Im folgenden Jahr war er an der Organisation der Nationalgarde West Virginias maßgeblich beteiligt, der er über viele Jahre verbunden blieb. Im Rang eines Colonel schied er 1953 aus.
Sein erstes öffentliches Amt übernahm Harley Kilgore 1933, als er Richter am Strafgericht von Raleigh County wurde. Diesen Posten legte er nieder, nachdem er für die Demokraten in den US-Senat gewählt worden war. Er trat sein Amt 1940 an und wurde zweimal wiedergewählt. Während der 48. Sitzungsperiode des Kongresses fungierte er als Vorsitzender des Justizausschusses. Er stand überdies dem nach ihm benannten Kilgore Committee vor, das während des Zweiten Weltkriegs die Mobilmachung beaufsichtigte, und half mit, das War Mobilization Board aufzubauen. Auch an der Einrichtung der National Science Foundation war er beteiligt.
Im Vorfeld der Präsidentschaftswahl 1948 trat Kilgore als Kandidat der Demokraten an und gewann die Vorwahlen in seinem Heimatstaat unangefochten. Er war ein sogenannter Favorite-son-Kandidat, also ein nur scheinbarer Anwärter auf die Präsidentschaftskandidatur, der im Fall einer engen Wahl bei der Convention die ihm zugesprochenen Stimmen einem anderen Kandidaten überlassen konnte, wofür es in der Regel Versprechungen gegenüber dem dann Zurückziehenden gab. Da Präsident Harry S. Truman gegenüber seinem Konkurrenten Richard B. Russell letztlich einen deutlichen Vorsprung aufwies, ergab sich für Kilgore keine Möglichkeit, seine Stimmen nutzbringend einzusetzen.
Während seiner dritten Amtszeit verstarb er im Bethesda Naval Hospital. Er wurde auf dem Nationalfriedhof Arlington beigesetzt.